# ثورة عيد الفصح
كانت ثورة عيد الفصح (بالإنجليزية: The Easter Rising، بالأيرلندية: Éirí Amach na Cásca)، وتُعرف أيضًا بتمرد عيد الفصح، عصيانًا مُسلحًا في أيرلندا خلال أسبوع الفصح، في أبريل من عام 1916. أطلق الجمهوريون الأيرلنديون الثورة لإنهاء الحكم البريطاني في أيرلندا وتأسيس جمهورية أيرلندية مستقلة في الوقت الذي كانت المملكة المتحدة فيه منخرطة للغاية في الحرب العالمية الأولى. كانت أهم انتفاضة حدثت في أيرلندا منذ تمرد عام 1798، وأول حراك مسلح في الحقبة الثورية الأيرلندية. أُعدم ستة عشر قائدًا من قادة الثورة في مايو من عام 1916، لكن ساهم كل من العصيان وطبيعة الإعدامات والتطورات السياسية اللاحقة في ازدياد الدعم الشعبي لاستقلال أيرلندا أخيرًا.
بدأت الثورة التي نظمها مجلس عسكري مكون من سبعة رجال تابع للأخوية الجمهورية الأيرلندية يوم إثنين الفصح الموافق ل24 أبريل من عام 1916، واستمرت ستة أيام. استولى أعضاء قوات أيرلندا التطوعية بقيادة مدير المدرسة والناشط في مجال اللغة الأيرلندية باتريك بيرس، مع جيش المواطنين الأيرلنديين الأصغر منها و200 امرأة من مجلس النساء الأيرلنديات على مواقع أساسية في دبلن وأعلنوا قيام جمهورية أيرلندية. استدعى الجيش البريطاني آلاف التعزيزات بالإضافة إلى المدفعية والسفن الحربية. حدثت حرب شوارع ضارية على الطرقات المؤدية إلى مركز المدينة، حيث نصّب الثوار مقاومة قاسية، الأمر الذي أبطأ تقدم الجيش البريطاني وكبده خسائر فادحة. في بقية دبلن، كان القتال عبارةً عن قنصٍ ومعارك نارية بعيدة المدى بصورة أساسية. حُوصرت مناطق الثوار الرئيسة تدريجيًا وقُصفت بالمدفعية. حدثت نشاطات منعزلة في مناطق أخرى من أيرلندا. أصدر قائد التطوعيين إيوين ماكنيل أمرًا بالتراجع في محاولة لوقف الثورة، الأمر الذي قلل عدد الثوار في المحتشدين بصورة كبيرة.
قمع الجيش البريطاني الثورة بأعداد جنود أكبر بكثير وأسلحة أكثر ثقلًا. وافق بيرس على استسلام غير مشروط يوم السبت الواقع في 29 أبريل، ومع ذلك استمرت الاقتتالات المتقطعة بإيجاز. بقيت البلاد خاضعة للقانون العرفي بعد الاستسلام. أسر البريطانيون نحو 3500 شخصًا، أُرسل 1800 منهم إلى مخيمات اعتقال أو سجون في بريطانيا. أُعدم معظم قادة الثورة عقب محاكم عسكرية. أعادت الثورة القوة الفيزيائية للجمهورية إلى صدارة السياسة الأيرلندية، التي هيمنت عليها القومية الدستورية لمدة 50 عامًا تقريبًا. ساهمت المعارضة الشديدة لأفعال بريطانيا تجاه الثورة بإحداث تغييرات في الرأي العام وحراكًا باتجاه الاستقلال، كما ظهر في انتخابات ديسمبر من عام 1918 التي فاز بها حزب شين فين. عقدوا بعدها الدويل الأول وأعلنوا استقلال الجمهورية الأيرلندية.
قُتل في ثورة عيد الفصح 485 شخصًا: 54% منهم كانوا مدنيين، 30% جنود وشرطة بريطانيون، و16% ثوار أيرلنديون. وجُرح أكثر من 2600 شخص. قُتل العديد من المدنيين نتيجة استخدام البريطانيين للمدفعية والرشاشات الثقيلة، أو ضرب المدنيين خطأً بدلًا عن الثوار. والبقية قُتلوا أثناء تبادل إطلاق النار في المدينة المزدحمة. ترك كل من القصف والحرائق التي سببتها الثورة القسم الداخلي من مدينة دبلن في حالة خراب.

## خلفية
وحد قانون الوحدة 1800 مملكة بريطانيا العظمى ومملكة أيرلندا لتصبحا مملكة بريطانيا العظمى وأيرلندا المتحدة، أُلغي البرلمان الأيرلندي وأُعطيت أيرلندا ممثلين في البرلمان البريطاني. منذ وقت مبكر، عارض العديد من الوطنيين الأيرلنديين قرار الوحدة واستغلال موارد الجزيرة وإفقارها الناتجين عنه، الأمر الذي قاد إلى انخفاض كبير في عدد السكان. اتخذت المعارضة العديد من الأشكال: دستورية (رابطة الإبطال؛ عصبة الحكم الذاتي)، اجتماعية (تفكيك كنيسة أيرلندا، عصبة الأرض) وثورية (تمرد عام 1848؛ ثورة فينيان). سعت حركة الحكم الذاتي الهولندي لتحقيق حكومة ذاتية في أيرلندا، ضمن المملكة المتحدة. عام 1886، نجح الحزب البرلماني الأيرلندي بقيادة تشارلز ستيوارت بارنيل بتقديم أول مشروع قانون حكم ذاتي للبرلمان البريطاني، لكن لم يكُن موفقًا. ومرر مجلس عموم المملكة المتحدة مشروع قانون الحكم الذاتي الثاني في عام 1893  لكنه مجلس اللوردات رفضه.
بعد سقوط بارنيل، أُصيب الوطنيون الأصغر والأكثر تطرفًا بخيبة أملٍ نتيجة السياسات البرلمانية واتجهوا نحو أشكال أكثر جموحًا من الانفصالية. قادت كل من الجمعية الرياضية الغيلية والعصبة الغيلية والنهضة الثقافية بقيادة ويليام بتلر ييتس وليدي أوغستا غريغوري، مجتمعةً مع فكر آرثر غريفيث السياسي الجديد الذي كان يعبر عنه في جريدته شين فين، ومنظمات مثل المجلس الوطني وعصبة شين فين، إلى تعريف الكثير من المواطنين الأيرلنديين على فكرة أيرلندا غيلية مستقلة. يشار إلى هذه الأحداث بعض الأوقات بالمصطلح العام شين فين.
قدم رئيس الوزراء البريطاني هربرت هنري أسكويث مشروع قانون الحكم الذاتي الثالث عام 1912. عارض الإتحاديّون، الذي كانوا بروتستانتيين، القرار، لأنهم لم يرغبوا أن تحكمهم حكومة أيرلندية تهيمن عليها الكاثوليكية. وشكلوا متطوعي أولستر (يو في إف) بقيادة السير إدوارد كارسون وجيمس كريغ في يناير من عام 1913. ردًا على ذلك، شكل الوطنيون مجموعة شبه عسكرية منافسة، القوة التطوعية الأيرلندية، في نوفمبر من عام 1913. كانت الأخوية الجمهورية الأيرلندية (آي آر بي) قوة دافعة للقوة التطوعية الأيرلندية، وحاولت السيطرة عليها. كان قائد القوة إيوين ماكنيل، الذي لم يكن عضوًا في الأخوية. أعلنت القوة التطوعية عن أهدافها قائلة «أهدافنا تأمين الحقوق والحريات المشتركة لكل شعب أيرلندا والحفاظ عليها». وهذا يتضمن الأشخاص الذين يملكون قدرًا من الآراء السياسية، وكانت متاحةً أمام «كل الأيرلنديين القادرين جسديًا دون تمييز عقائدي أو سياسي أو اجتماعي». شُكلت مجموعة ميليشوية أخرى، جيش المواطنين الأيرلنديين، على يد الإتحاديين نتيجة لإضراب دبلن في ذلك العام. عندما هرّبت القوة التطوعية الأيرلندية بنادقًا إلى دبلن، حاول الجيش البريطاني إيقافهم وأطلق النار على حشد من المدنيين. هدد ضباط الجيش البريطاني بعدها أنهم سيستقيلون إذا ما أُمروا بتحركات عسكرية ضد متطوعي أولستر. بحلول عام 1914، بدت أيرلندا على شفير حرب أهلية. انتهت الأزمة في أغسطس من العام نفسه باندلاع الحرب العالمية الأولى وانخراط أيرلندا فيها. سُنّ قانون الحكم الذاتي، لكن أُجل تطبيقه بقانون تعليقٍ حتى نهاية الحرب.

## التخطيط للثورة
اجتمع المجلس الأعلى للأخوية الجمهورية الأيرلندية يوم 5 ديسمبر من عام 1914، بعد شهر واحد من إعلان الحكومة البريطانية الحرب على ألمانيا. قرروا في هذا الاجتماع القيام بانتفاضة قبل انتهاء الحرب واستجداء المساعدة من ألمانيا. أُعطيت مسؤولية التخطيط لهذه الثورة لتوم كلارك وشين ماكديرموت (ماك ديارمادا). أنشأت القوة التطوعية الأيرلندية – القسم الأصغر بين القسمين الذين نتجا عن انقسام سبتمبر من عام 1914 حول دعم الجهد الحربي البريطاني - «مقرًا رئيسيًا لطاقم العمل» تضمن باتريك بيرس بصفة مدير التنظيم العسكري، وجوزيف بلنكيت بصفة مدير العمليات العسكرية وتوماس ماكدوناف بصفة مدير التدريب. أُضيف إيامون سيانت لاحقًا بصفة مدير الاتصالات.
في مايو من عام 1915، أسس كلارك وماكديرموت لجنة عسكرية أو مجلسًا عسكريًا ضمن الأخوية الجمهورية الأيرلندية، متضمنًا بيرس وبلنكيت وسيانت، غايته وضع خطط الثورة. انضم إليه كلارك وماكديرموت بعد فترة وجيزة. كان المجلس العسكري قادرًا على تطوير سياساته الخاصة وطاقم عمله بصورة مستقلة عن كل من اللجنة التنفيذية التطوعية واللجنة التنفيذية للأخوية الجمهورية الأيرلندية. ومع أن قادة التطوعيين والأخوية لم يكونوا ضد مبدأ الثورة، لكنهم كانوا يرون أن الفرصة غير سانحة في هذه اللحظة. دعم رئيس أركان التطوعيين إيوين ماكنيل قيام ثورة فقط في حال محاولة الحكومة البريطانية قمع التطوعيين أو تجنيدهم إلزاميًا، وفي حال كان لثورة كهذه فرصة في النجاح. وكانت آراء رئيس الأخوية دينيس مكولوه وعضو الجمعية الدائم بلمر هوبسون مشابهة. حافظ المجلس العسكري على سرية هذه الخطط، بغية إخفائها عن السلطات البريطانية، ولإحباط أولئك ضمن المنظمة الذين قد يحاولون إيقاف الثورة. حاز أعضاء الأخوية على رتبة ضابط بين التطوعيين، وكانوا يتلقون أوامرهم من المجلس العسكري لا من ماكنيل.
بُعيد اندلاع الحرب العالمية الأولى، قابل كل من روجر كاسمينت وقائد كلان نا غايل، جون ديفوي السفير الألماني في الولايات المتحدة، يوهان هاينريش فون بيرنستورف، لمناقشة إمكانية دعم ألمانيا للثورة. ذهب كاسمينت إلى ألمانيا وبدأ المفاوضات مع الحكومة الألمانية والجيش. واستطاع إقناعهم بإعلان دعمهم لاستقلال أيرلندا في نوفمبر من عام 1914. حاول كاسمينت أيضًا تجنيد لواء أيرلندي مشكلٍ من أسرى الحرب، وكان من المخطط تسليحه وإرساله إلى أيرلندا للانضمام إلى الثورة. على كلٍ، تطوع 56 رجلًا فقط. انضم بلنكيت إلى كاسمينت لاحقًا في ذلك العام. وقدما سويًا خطةً («التقرير الأيرلندي») تتضمن أن ترسو بعثة عسكرية ألمانية على الساحل الغربي لأيرلندا، بينما تحوّل الثورة في دبلن اتجاه تقدم القوى البريطانية كي يتمكن الألمان بمساعدة المتطوعين المحليين من تأمين خط نهر شانون، قبل التقدم إلى العاصمة. رفض الجيش البريطاني الخطة، لكن وافق على نقل السلاح والذخيرة للمتطوعين بحرًا.

## معرض صور

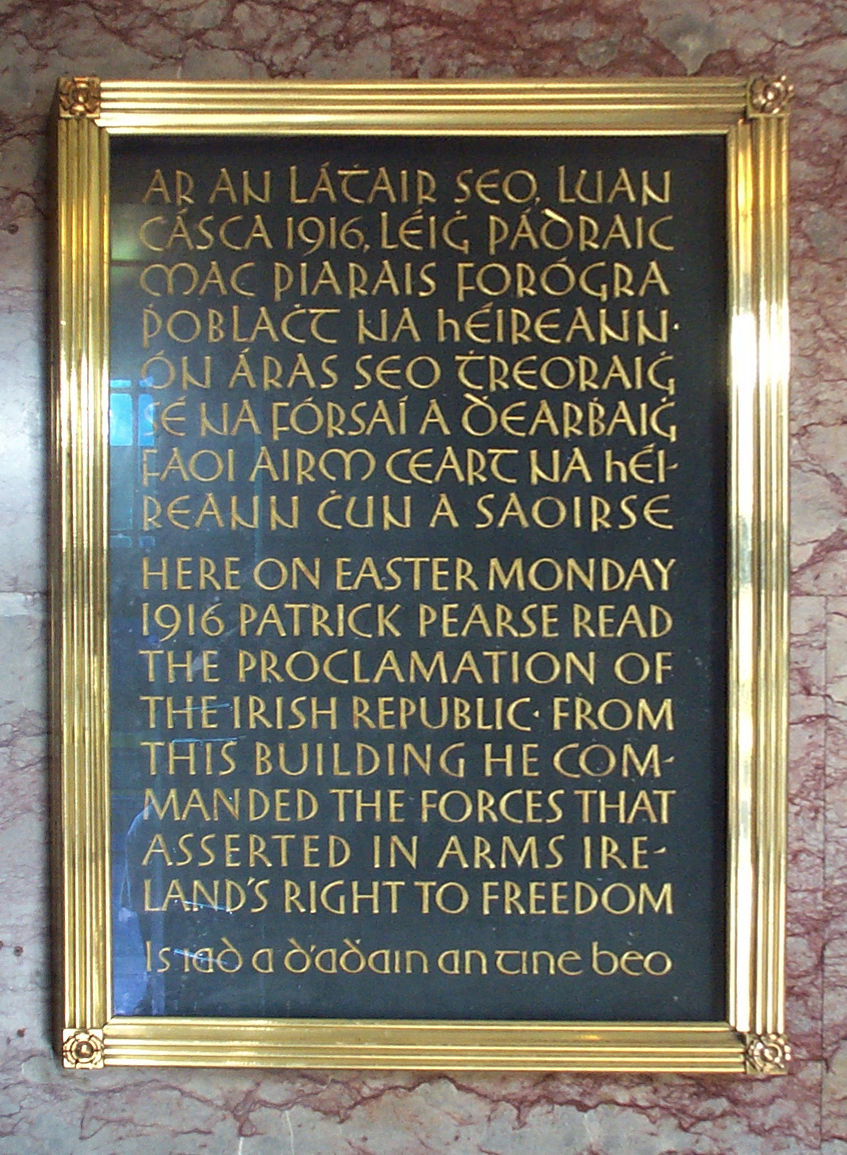
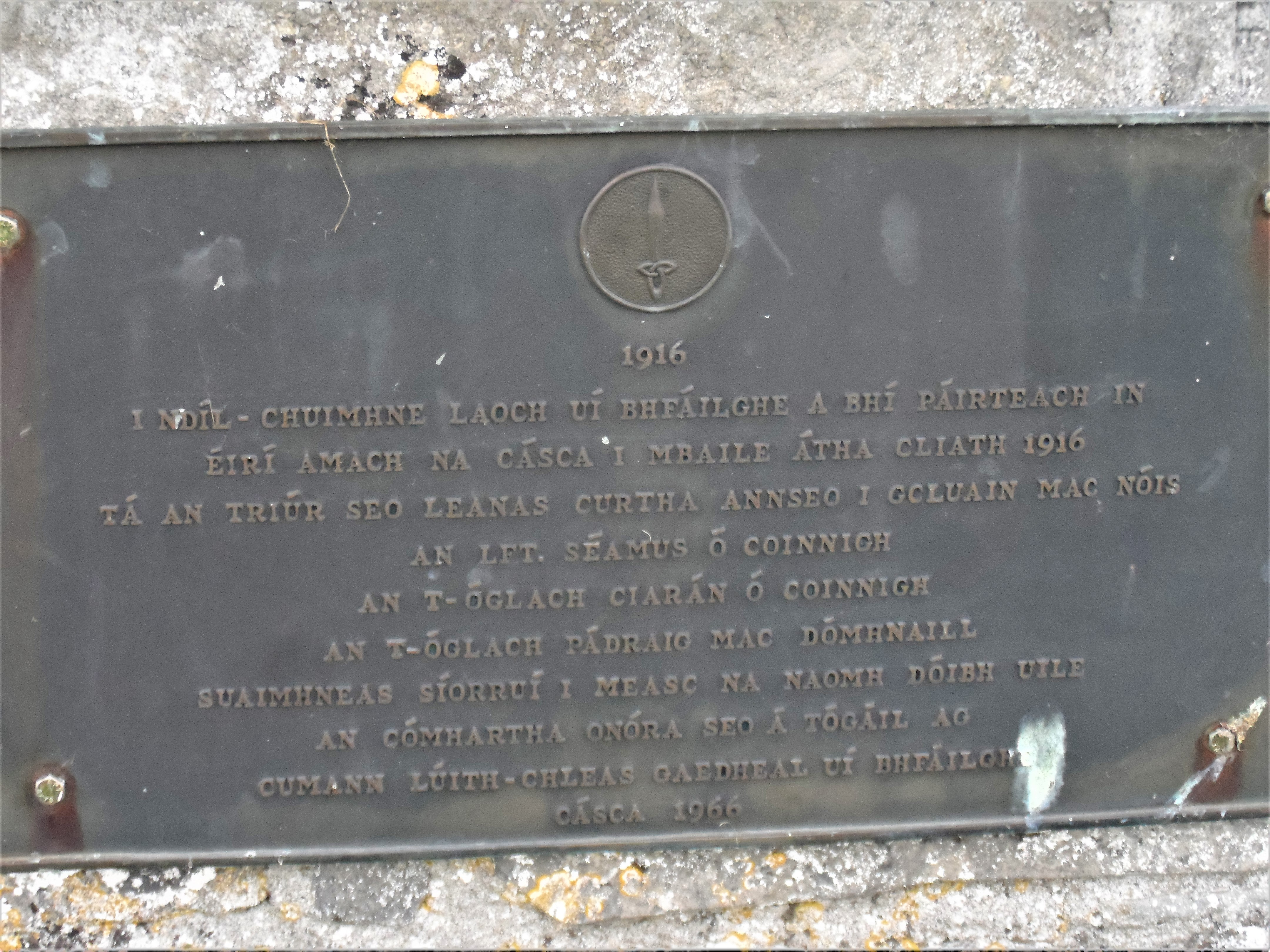